# Andreas Paolo Perger

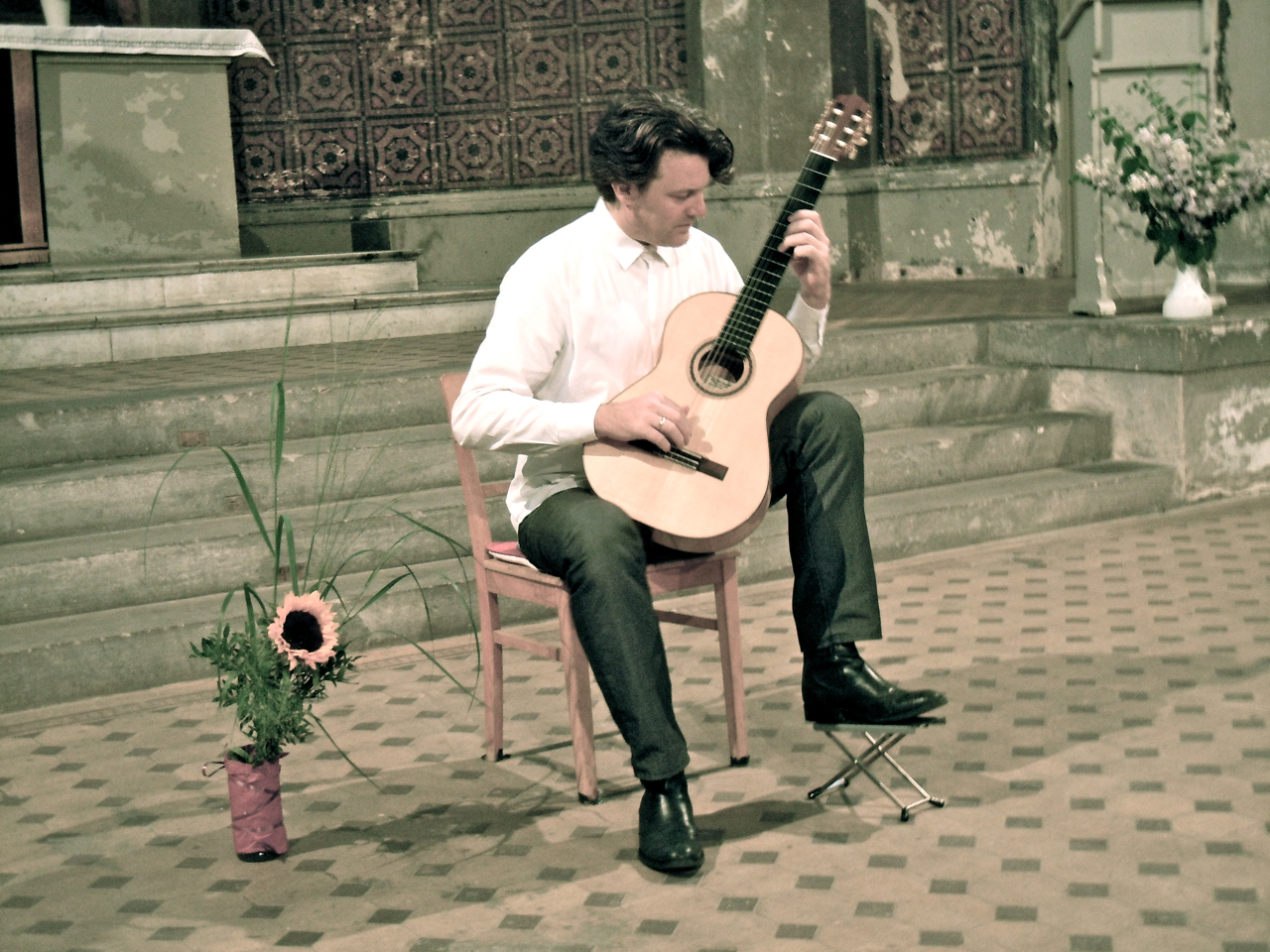
Andreas Paolo Perger spielt Gravur/Gravure in der Zionskirche Berlin (Juli 2014).

Andreas Paolo Perger (* 1970 in München) ist ein österreichischer Gitarrist, Improvisateur und Komponist mit deutsch-polnischer und österreichisch-italienischer Abstammung. Seine Arbeit ist gekennzeichnet von der Auseinandersetzung mit der Elektrischen Gitarre und der Klassischen Konzertgitarre in Improvisation, Interpretation und Komposition.

## Leben und Wirken

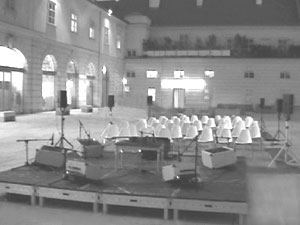
Installation von Konzert für 5.1 Surround Gitarre bei Tonspur_live, Wien 2007.

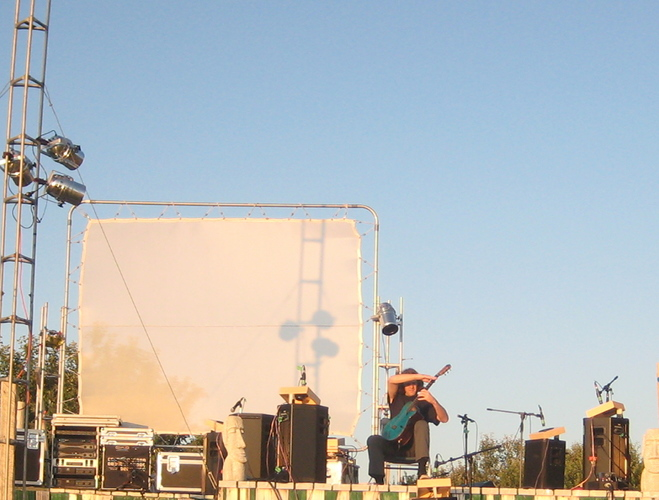
Andreas Paolo Perger spielt Konzert für 5.1 Surround Gitarre auf dem 4. Electric Eclectics Festival, Kanada 2009

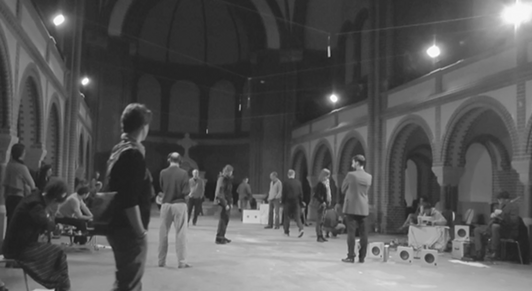
Publikum bei der Premiere von
Pergers Werk für Orchester 1 in der St. Johannes-Evangelist Kirche Berlin 2013

Als Österreicher in München geboren, wuchs Andreas Paolo Perger dort und in Bozen auf. Ab dem siebten Lebensjahr erhielt er Gitarrenunterricht.
Nach seinen Studien des Jazz am Berklee College of Music in Boston studierte er Interpretation bei Barbara Probst-Polášek am Konservatorium in München, Improvisation und Komposition mit Joe Pass, John McLaughlin, John Scofield und Mike Stern, Evan Parker, Wolfgang Stryi und Frederic Rzewski. Zusätzlich betrieb er freie Studien der Videokunst und Elektronischen Musik. Er arbeitet auch als Studiogitarrist für Film und Fernsehen und gestaltete Klangspuren für Kunstvideos. 1997 wurde er von der Süddeutschen Zeitung als Newcomer of the year ausgezeichnet.
In den 1990er Jahren wurde eine zehn CDs umfassende Serie mit seinen Improvisationen, Interpretation und Kompositionen für Elektrische Gitarre und Klassische Konzertgitarre veröffentlicht. Konzerte und Aufführungen mit Musikern aus der Klassischen Musik, dem Jazz und der Experimentellen Musik fanden statt. Kompositionen mit Neuen Medien entstanden. Neben der Klassischen Konzertgitarre nutzt Perger anstelle der Elektrischen Gitarre die selbst entwickelte 5.1-Surround-Gitarre und öffnete sich der Klangkunst und Installation. Ein erstes Konzert mit raumbezogenen und interaktiven improvisierten Kompositionen, sowie eine Radio-Liveübertragung (Surround > Stereo), fanden im Jahre 2002 statt.
Die modulbasierte improvisierte Komposition Konzert für 5.1 Surround Gitarre stellt nicht nur optisch eine solche Übergangsform von Gitarrenkonzert und Installation dar. Auch klanglich spannt sich eine akustische Leinwand zwischen Gitarrenkonzert und Klangkunst und bildet die methodische Vorlage zu dem Studioalbum Relief.
Gravur/GravureImprovisierte Kompositionen für Konzertgitarre wurden von Juli 2014 bis März 2019 regelmäßig wöchentlich in der Zionskirche Berlin aufgeführt. Der für Konzertgitarre herausragende Klang des Raumes von August Orth unterstützte den interaktiven Aspekt der Musik. In mehrstündigen offenen Konzerten entwickelten sich immer neue situativ inspirierte Kompositionsvarianten auf der Basis des sich über die Zeit langsam wandelnden Ausgangsmaterials. Ein Konzertausschnitt ist in dem Spielfilm Beyond Words von Urszula Antoniak zu hören. Zehn der Kompositionen wurden schriftlich festgehalten und sind im klassischen Notenverlag Edition Margaux erschienen. Die Konzertreihe endete mit einem Brand, bei dem niemand verletzt wurde.
Werk für Orchester 1 – Eine interaktive WerkentstehungDas Werk wurde in der St. Johannes-Evangelist Kirche Berlin im Juni 2013 uraufgeführt. In dieser improvisierten Komposition adaptierte Perger seine Methode für großes Ensemble. Wie der Titel der Komposition darstellt, beinhaltet das Werk interaktive Teilstrecken: Das Publikum gestaltet den Verlauf des Werks mehr oder weniger bewusst mit.
Die Besetzung bestand aus Klaus Janek (kb, e), Antonis Anissegos (e-kl), Biliana Voutchkova (vl), Hilary Jeffery (pos), Alessandra Eramo (st, e), Andreas Paolo Perger (e-g, k), Hannes Lingens (sw), Audrey Chen (vc, st, e), Sabine Vogel (fl), Tobias Delius (ts), Roy Carroll (e), und Elena Kakaliagou (wh). Das dokumentarische Konzertvideo von Carlos Bustamante wurde im Dezember 2013 im Arsenal Kino Berlin uraufgeführt.
Werk für Orchester 2 – Eine interaktive WerkentstehungDas Werk wurde in der St. Johannes-Evangelist Kirche Berlin im Juni 2015 uraufgeführt.
Die Besetzung bestand aus Biliana Voutchkova (vl), Klaus Janek (kb, e), Antonis Anissegos (e-kl), Hilary Jeffery (pos), Michael Thieke (kl), Alessandra Eramo (st, e), Andreas Paolo Perger (e-g, c), Yorgos Dimitriadis (sw), Audrey Chen (vc, st, e), Sabine Vogel (fl), Gunnar Geisse (laptop-g), Elena Kakaliagou (wh), Almut Kühne (st), Chris Dahlgren (viola da gamba) und Katrin Mickiewicz (vla). Die Spielfiguren wurden von Edouard Steinhauer angefertigt. Alexander di Vasos zeichnete die Musik während des Konzerts. Das dokumentarische Konzertvideo wurde von Carlos Bustamante verfasst.
Werk für Orchester 3 – Eine interaktive WerkentstehungDas Werk wurde in der St.-Elisabeth-Kirche in Berlin, anlässlich des 36. Deutschen Evangelischen Kirchentages am 26. Mai 2017 uraufgeführt. Eine Expertenjury prämierte zweiundzwanzig Werke bekannter Künstler und Musiker zur Präsentation im Rahmen des Kulturprogramms. Die Kulturzeitung Zeig Dich des Kirchentages schreibt unter anderem: „Der Gitarrist, Improvisateur und Komponist Andreas Paolo Perger spiegelt die barocke Einheit von Interpretation, Improvisation und Komposition an zeitgenössischen Formen. Dabei bringt der Rückgriff auf Duktus und Verve der Romantik zeitgenössische Klangmikroskopie und -spontanität in bewegende erzählerische Zusammenhänge.“
Die Besetzung bestand aus Andreas Paolo Perger (e-g, k), Alessandra Eramo (st, e), Audrey Chen (vc, st), Biliana Voutchkova (vl), Chris Dahlgren (viola da gamba), Elena Kakaliagou (wh), Emilio Gordoa (vib), Hilary Jeffery (pos), Matthias Bauer (kb), Magda Mayas (p), Michael Thieke (kl), Mia Zabelka (e-vl), Paul Schwingenschlögl (tp), Robin Hayward (tb), Roy Carroll (e), Sabine Vogel (fl). Im direkten Umfeld des Konzerts waren Werke der Künstler Jörg Laue, Antonio Panetta und Bernd Aury zu sehen. Die Filmaufnahmen für das dokumentarische Konzertvideo wurde von Carlos Bustamante geleitet. Die Tonaufnahme von Christian Bader.

## Diskographie
- 2011: Relief. Artist Edition
- 2008: Österreich oond dee Velt in 1938. Lindo Records, Sampler Projekt 8
- 2000: Ethnomorphocology. Fenn Music
- 1999: Big City. Fenn Music
- 1999: Heart Pop. Fenn Music
- 1998: Standards. Academica/Fenn Music
- 1998: Visions in Multitrack. Academica/Fenn Music
- 1998: Liebe in den Zeiten der Cola. (1998) Academica/Fenn Music
- 1996: Spielt Werke von Bach, Giuliani, Torroba, Martin. Academica/Fenn Music
- 1996: Konzert für Gitarre und Streichquartett – Kompositionen für Konzertgitarre. Academica/Fenn Music
- 1996: Seelenmann. Academica/Fenn Music
- 1996: Happiness is a warm gun. Academica/Fenn Music
- 1996: Frühe Bänder. Academica/Fenn Music